# Museo religioso de Ayerbe
Restaurado el panteón de los Urriés, en la Iglesia de San Pedro, en Ayerbe, el 25 de diciembre de 1980 fue inaugurado como Museo parroquial.
Encargado de la parroquia, el reverendo José María Alonso Sabater vio la necesidad de reunir en un lugar seguro las imágenes o grupos escultóricos, así como poder exhibir algunas de las obras, de alto valor artísticos, desconocidas por la mayor parte de los parroquianos.
En el año 2006, muchas de estas obras, aunque siguen siendo piezas de la exposición permanente de arte religioso, han tenido que ser sacadas de las dependencias del museo por peligro a ser atacadas por la humedad

## Orfebrería
- Bandeja circular Metal plateado con ornamentación plateresca en el contorno (siglo XVI).
- Bandeja circular Plata repujada y cincelada. Punzón OSCA ORTEI (siglo XVII).
- Busto de San Pedro (ahora expuesto temporalmente en el Museo Diocesano de Huesca), de plata repujada, excelente ejemplar de la orfebrería aragonesa del renacimiento (siglo XVI).
- Cáliz Plata dorada repujada, punzón "SEDE". Pie de planta quebrada y ornamentación de recuerdos góticos. (siglo XV-XVI).
- Cáliz Plata dorada repujada, sin punzón, únicamente marca de plata. Lleva el escudo de Montearagón. Traza gótica, pie quebrado y ornamentación en parte plateresca. (siglo XVI).
- Cáliz Plata sobredorada, cincelada y con incrustaciones de pedrería. Sin punzón. Buena pieza (siglo XVII).
- Cáliz Plata dorada. Base circular ligeramente lobulada, y repujada en rocalla. Astil fusiforme con relieves en rocalla, racimos de uvas y espigas de trigo. Sobrecopa con tres parejas de ángeles en relieve y grabados de trigos y uvas (siglo XVIII).
- Copón Plata repujada de perfil muy sinuoso y abundante decoración barroca. Punzón "AZNAR II OSCA" (siglo XVIII).
- Coronas de la Virgen de Casbas y del Niño Jesús (siglo XVIII).
  - La de la Virgen, realizada en plata con motivos barrocos, consta de ocho diademas que sostienen un orbe cruzado. De su aro base falta la pedrería que la adornaba. Posteriormente le fue añadida una aureola con alternancia de rayos sinuosos y de estrella en puntas.
  - La del Niño Jesús tiene tres diademas que convergen en una cruz. Ostenta tres piedras que asemejan ser esmeraldas como único adorno
- Crismeras Plata repujada, punzón OSCA ? STR Inscripción: SE TRAVAGARON PARA LA Sa. IGLESIA PARROQUIAL DE/SIENDO CURA D/AIERBE AÑO DE 1747/MANUEL ALCAI (1747).
- Cruz procesional grande Plata dorada, sin punzón. (siglo XVI).
- Cruz procesional pequeña Plata repujada, punzón "SED". (siglo XVI).
- Cruz con pie Metal plateado. Pie y extremos con motivos decorativos barrocos. Inscripción: REGALO DEL EXCMO. SR. MARQUES DE AYERBE AÑO 1875 (1875).
- Custodia procesional, Pie de bronce dorado a fuego, plata dorada repujada e imitación de pedrería (1727).
- Palmatoria Plata lisa. Punzón MARCUELLO (Desaparecida).
- Portapaz Plata sin punzón hecho con molde. Imagen de San Pedro (siglo XVII) (Desparecido).
  - Hace pareja con el de Santa Leticia
- Portapaz Plata sin punzón hecho con molde. Imagen de Santa Leticia (siglo XVII).
  - Hace pareja con el de San Pedro
- Portapaz Plata mala, repujada, sin punzón. Imagen Virgen del Pilar (siglo XVIII).
- Portaviáticos Plata lisa con una pequeña faja ornamental en el pie. Punzón BAB
- Relicarios de:
  - san Esteban y san Sebastián, ambos de plata calada y cincelada (los dos en forma de cánula) (siglo XVII).
  - Santa Leticia (siglo XVI). Artístico relicario de plata cincelada, provisto de un orificio(por donde se besa), regalo de don Pedro Forcada, ayerbense, canónigo chantre de la catedral de Tarazona; por esta causa en su parte inferior ostenta el escudo heráldico de los Forcada.
  - Forma de cruz (Lignum crucis) plata con adornos barrocos asimétricos. Sin punzón. (siglo XVIII).
  - Forma de custodia con hojas de sauce en pie (siglo XIX).
- Vinajeras Plata cincelada con adorno de cartelas barrocas. Sin Punzón (siglo XVII).
- Vinajeras Plata lisa, parte inferior asemeja una cápsula avenerada. Sin punzón (siglo XVII).

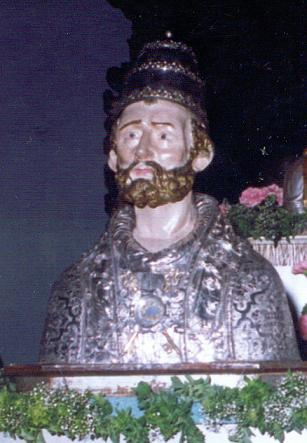
Busto de San Pedro apóstol
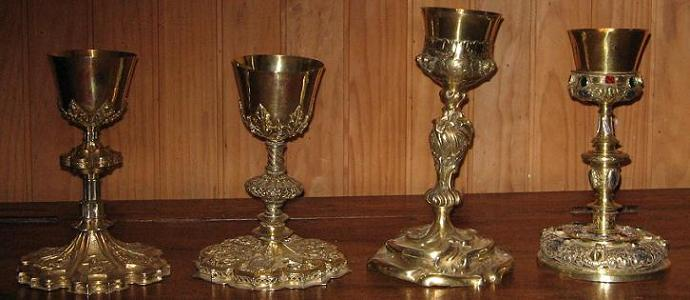
Cálices s.XVI-XVII-XVIII
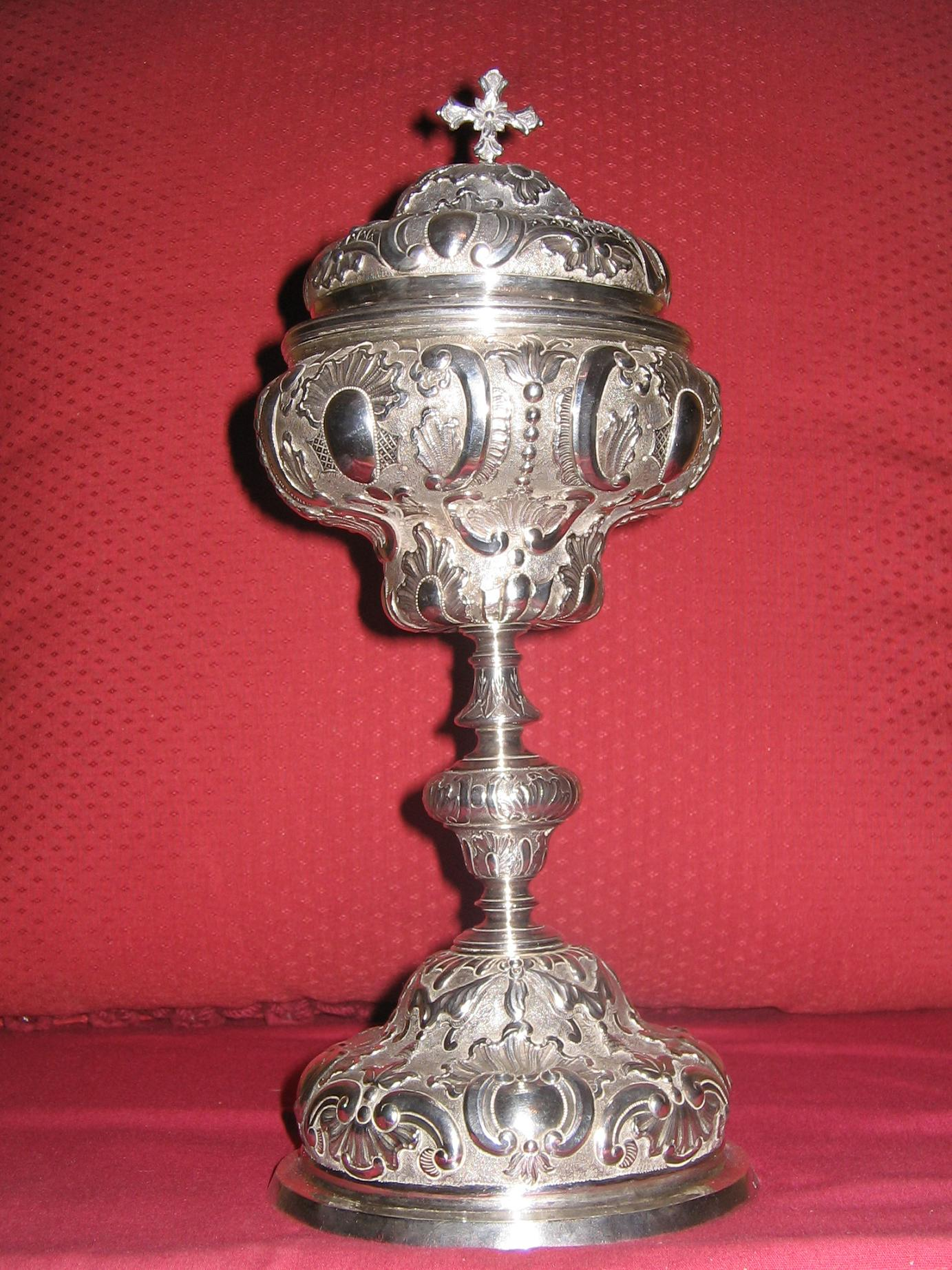
Copón
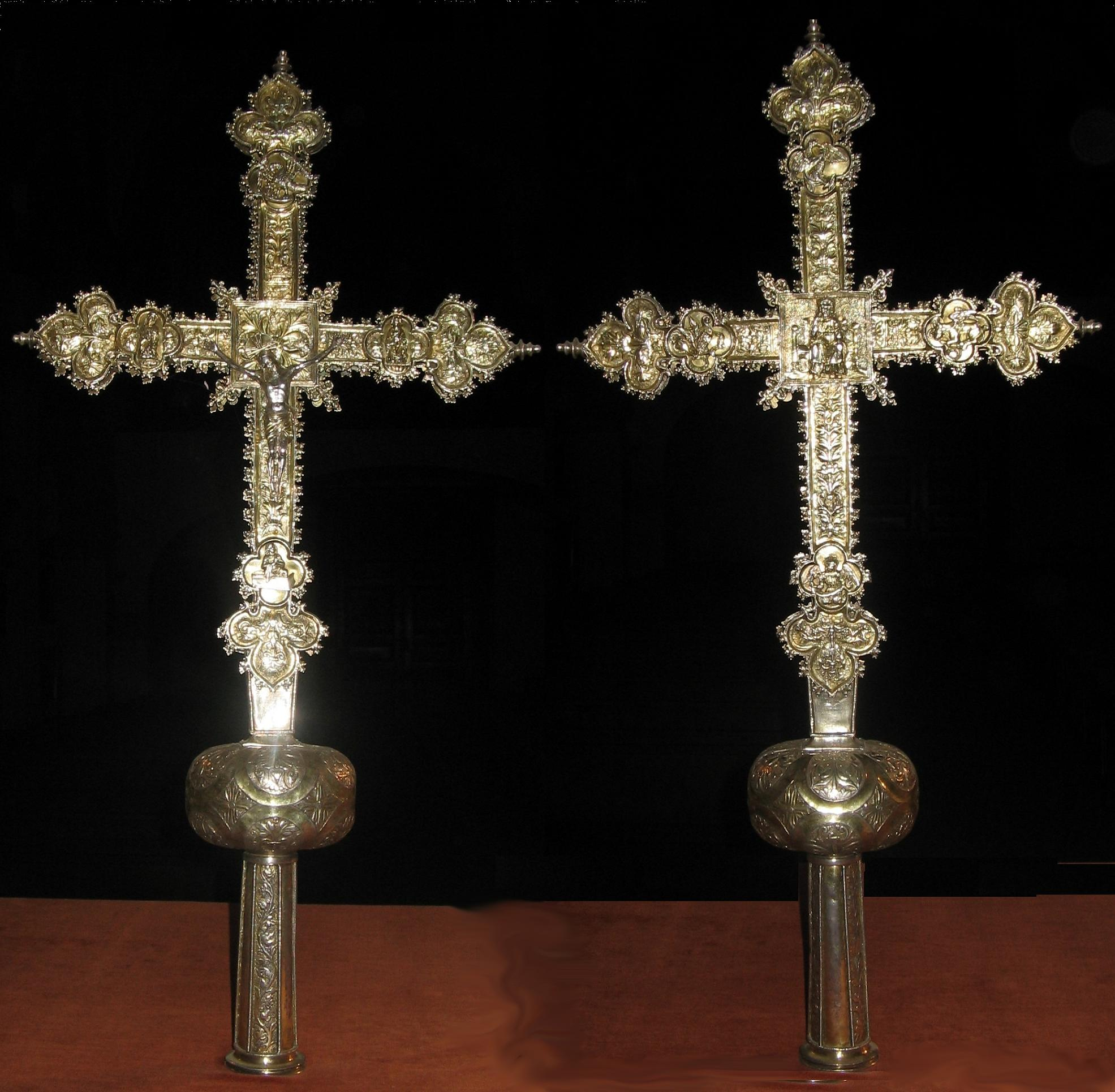
Cruz procesional grande (envés y revés).
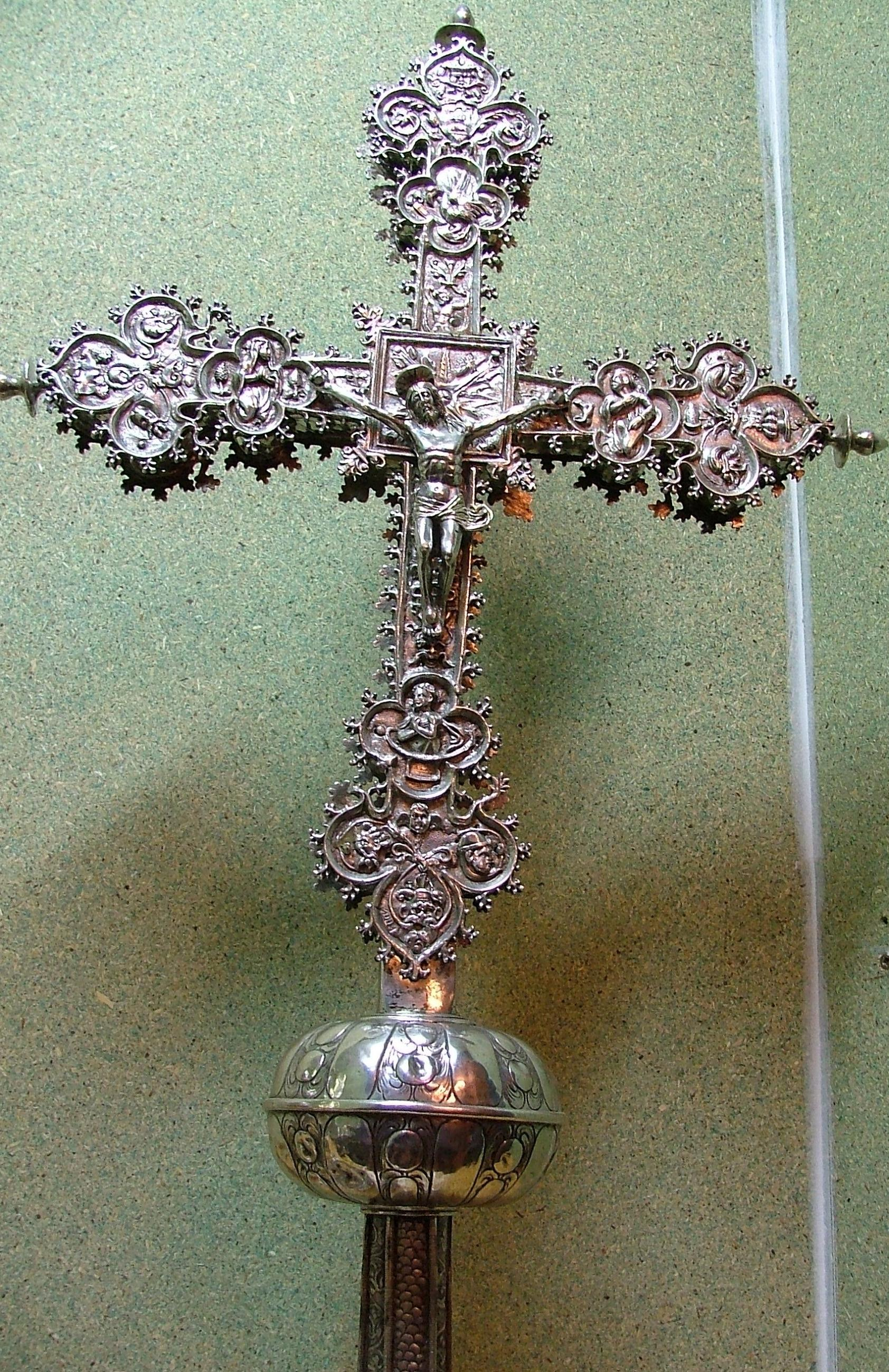
Cruz procesional pequeña
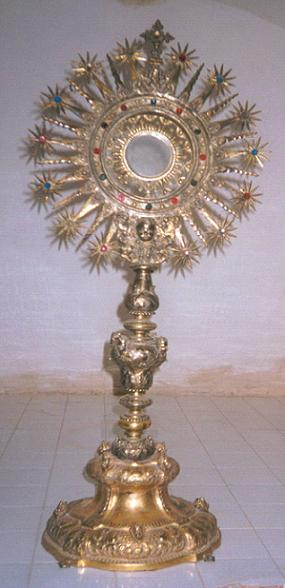
Custodia procesional
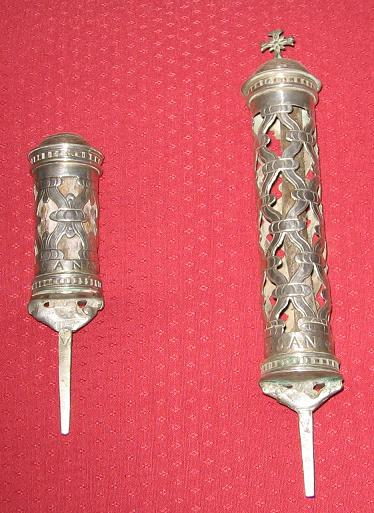
Relicarios de san Esteban y san Sebastián
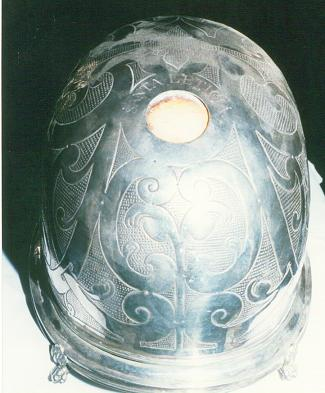
Relicario de santa Leticia
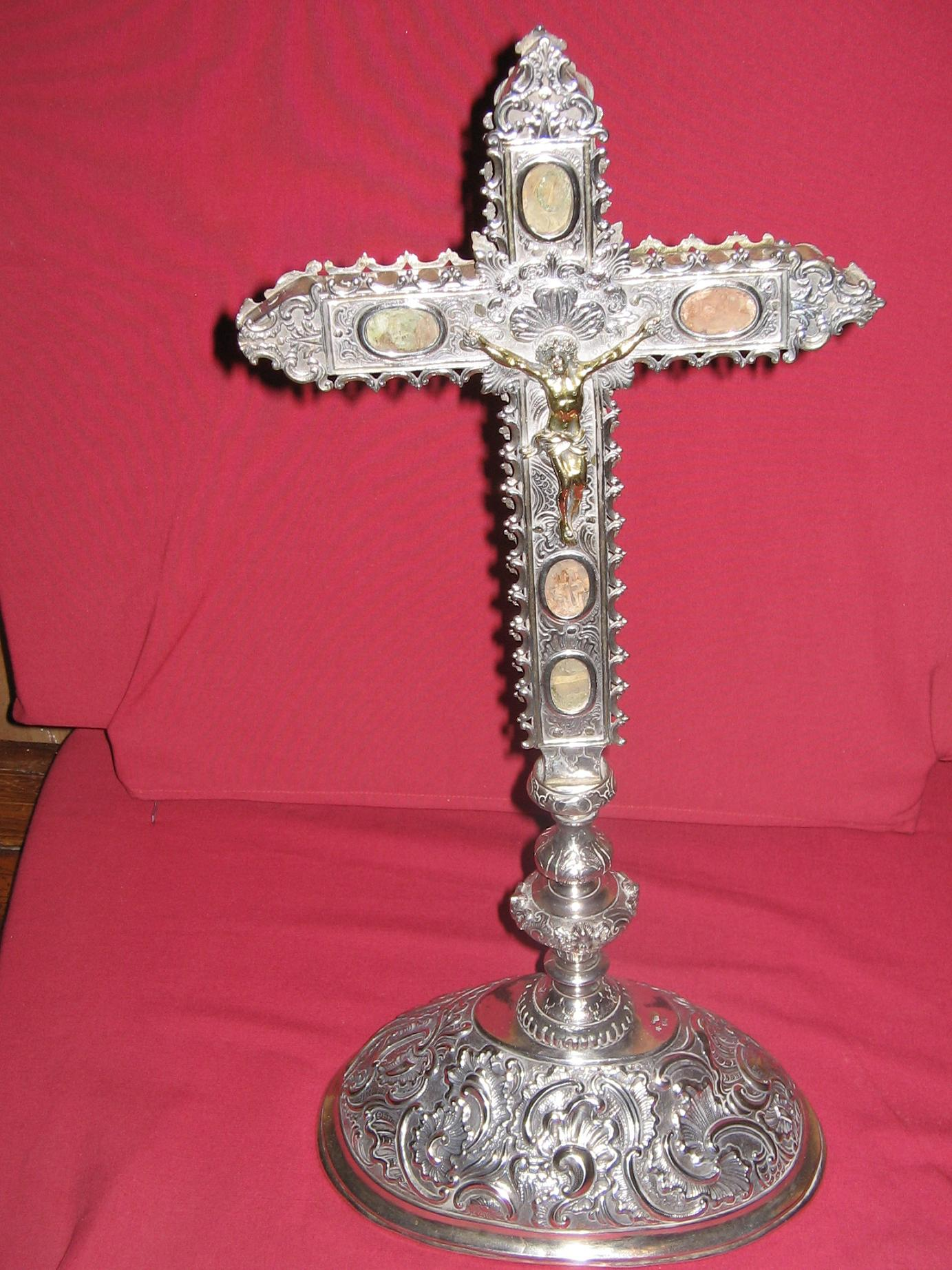
Lignum crucis
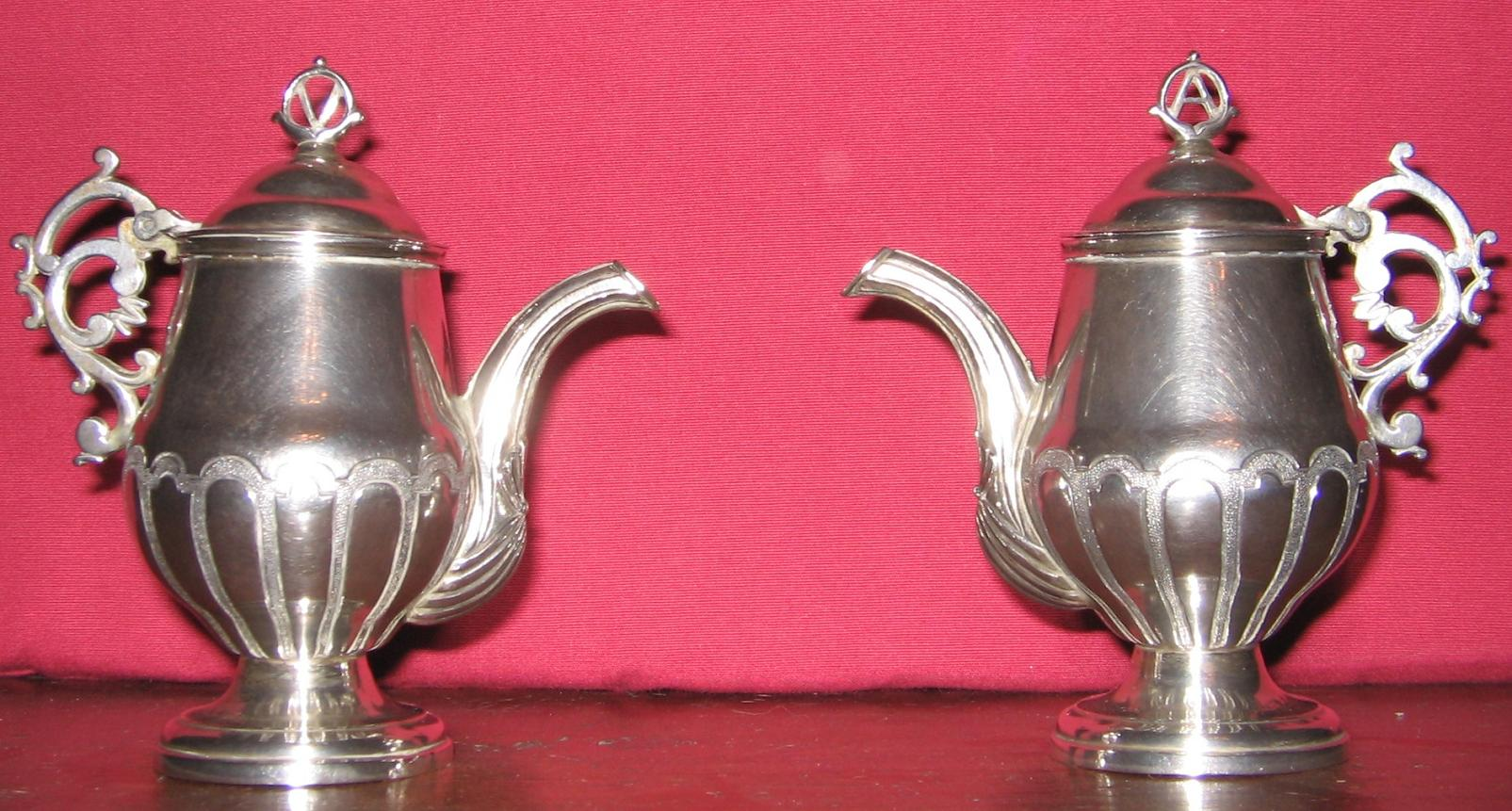
Vinajeras

## Escultura
- Busto de obispo Madera plateada y pintada. Trabajo artesanal (siglo XVII).
- Cristo crucificado Trabajo artesanal de madera. Tiene restos de pintura (siglo XVII).
  - Se halló en una de las muchas tumbas de frailes que hay en las paredes del templo
- Niño Jesús Representado en actitud bendecidora. En su mano izquierda sostiene un orbe cruzado. Talla popular de madera en ocasiones vestida (siglo XVII).
- Niño Jesús Talla de madera que en su momento debió de ir vestida. Representado en actitud bendiciente, los brazos son articulados.
- Niño Jesús Talla de madera que, por la postura que adopta, en su momento formó parte del grupo escultórico Virgen María y Niño Jesús
- Nuestra Señora de Casbas, talla románica que se venera en su santuario, situado en el término municipal de Ayerbe. Durante el año está guardada en su altar de la iglesia parroquial de San Pedro de Ayerbe (siglo XII).
- San Andrés, talla de madera policromada. Porta la cruz dispuesta en aspa, como símbolo de su martirio. Trabajo artesanal (siglo XVIII).
- San Antón abad (siglo XVIII).
- San Antonio de Padua (siglo XX).
- San Juan Bautista Va ataviado con piel de carmello, Talla pequeña de madera pintada (siglo XVII).
- San Juan Bautista Talla de madera pintada (siglo XVII).
- San Juan Evangelista Talla de madera. Por la expresión del rostro parece proceder de un calvario (siglo XVIII).
- San Pascual Bailón Represetado llevando una custodia en la mano. Talla de madera pintada (siglo XVIII).
- San Roque Se le representa con ropajes de peregrino jacobeo, ya que ostenta en la esclavina dos veneras. Viene acompañado de un perro en cuya boca lleva un roscón. Imagen de madera pintada.Tamaño pequeño (siglo XIX).
  - Inscripción del pedestal: ObseQuio de D,, Julian Car-/rascal a la Villa de Ayerbe / Año (siguen unos números que están cortados aunque parece adivinarse que es de la segunda mitad del siglo XIX).
- San Sebastián Representado vivo durante su martirio. Talla mediana de madera pintada (siglo XVIII).
- Santa Ana Talla popular de madera, policromada en oro (siglo XVII).
  - Es imagen procesional procedente de Fontellas
- Santa Ana, la Virgen María y el Niño Jesús Grupo escultórico que los representa sentados y dentro de un camarín con decoración barroca. Madera dorada y policromada (siglo XVII.
  - Procedente de la parroquial de Fontellas
- Santa Águeda Talla de madera pintada. Trabajo artesanal (siglo XIX).
- Santa Bárbara Talla de madera pintada y dorada. Tamaño mediano (¿siglo XIX?).
  - La Santa sujeta la torre con su brazo izquierdo.
  - Esta imagen se sacaba en la procesión de Santa Leticia el día 9 de septiernbre, razón por la cual su pedestal está lleno de clavos para sujetarla a la peana. Santa Bárbara es la antigua Patrona de Ayerbe
- Santa Bárbara Busto de madera plateada. Trabajo artesanal (siglo XVII).
  - Hace pareja con el de Santa Leticia
- Santa Catalina Talla mediana de madera policromada en oro. Buen trabajo (1610).
- Santa Elena Talla mediana de madera policromada en oro. Buen trabajo (1610).
- Santa Quiteria La Santa que adorna su cabeza con diadema metálica, añadida con posterioridad, va acompañada de un perro. Talla de madera pintada. (siglo XVII).
  - Procede de Fontellas
- Santa Leticia Busto de madera plateada. Trabajo artesanal (siglo XVII).
  - Hace pareja con el de Santa Bárbara
- Santa Teresa Talla mediana de madera pintada (¿ siglo XIX ?).
- Santo Cristo de Sayetas (Siglos XVI - XVII).
- Santo Tomás de Aquino Talla de madera. Lleva un libro en su mano derecha. (siglo XVIII).

- Virgen del Pilar Talla de madera dorada y policromada. Inscripciones; en la base del pilar: Año 1642; En el pie: Esteban Pérez de Anies (1642).
  - Procede de la Colegiata de San Pedro
- Virgen del Rosario Talla mediana de madera pintada. Parece restaurada (siglo XVIII).
- Virgen Dolorosa Es de las realizadas para ser vestidas
- Virgen María Talla de madera que con el paso del tiempo ha ido adquiriendo un color oscuro. Por la expresión del rostro parece proceder de un calvario (siglo XVIII).

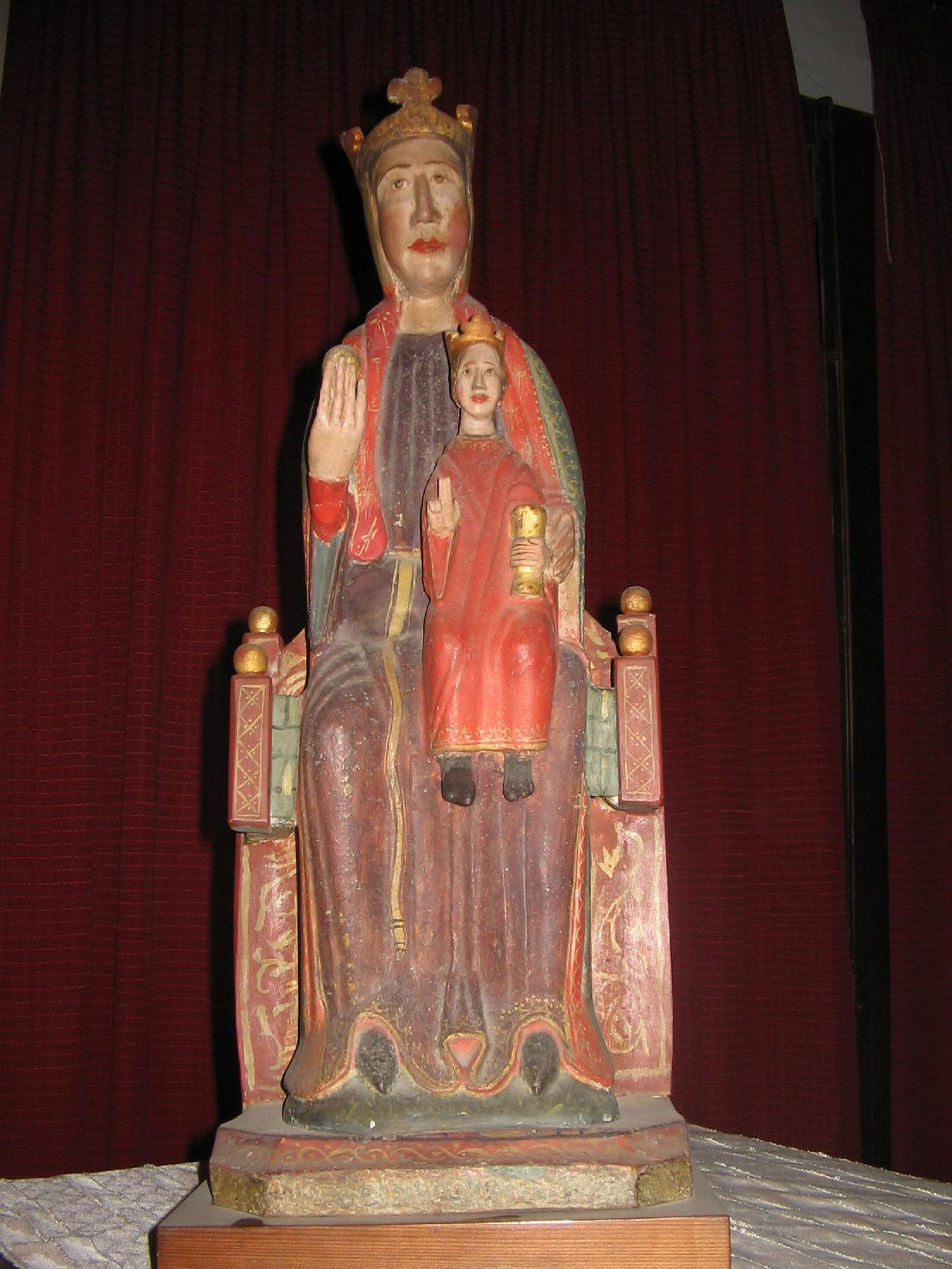
Nuestra Señora de Casbas
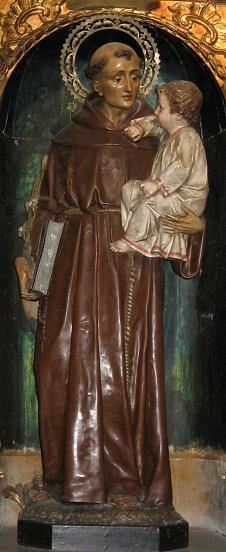
San Antonio de Padua o de Lisboa
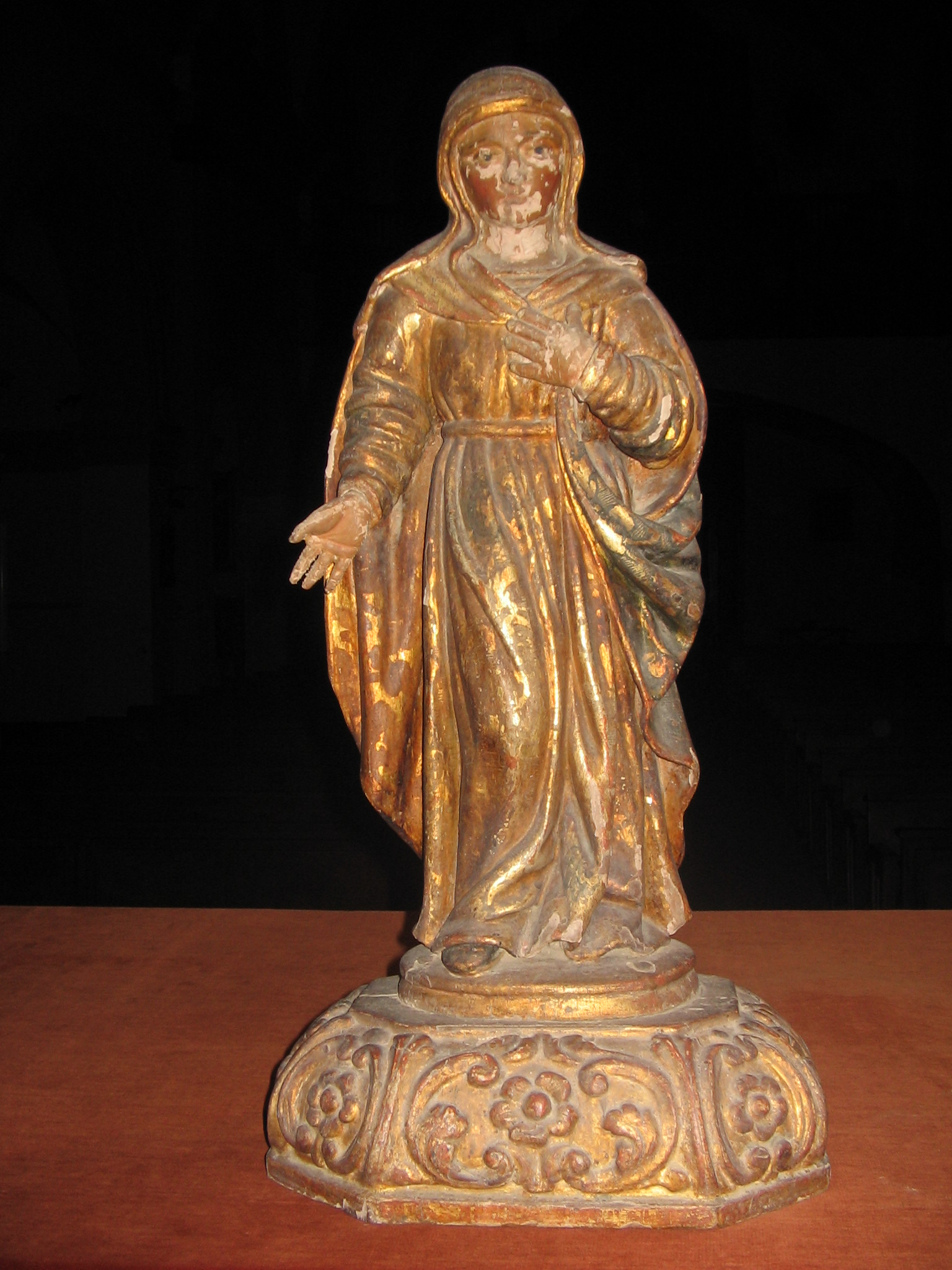
Santa Ana
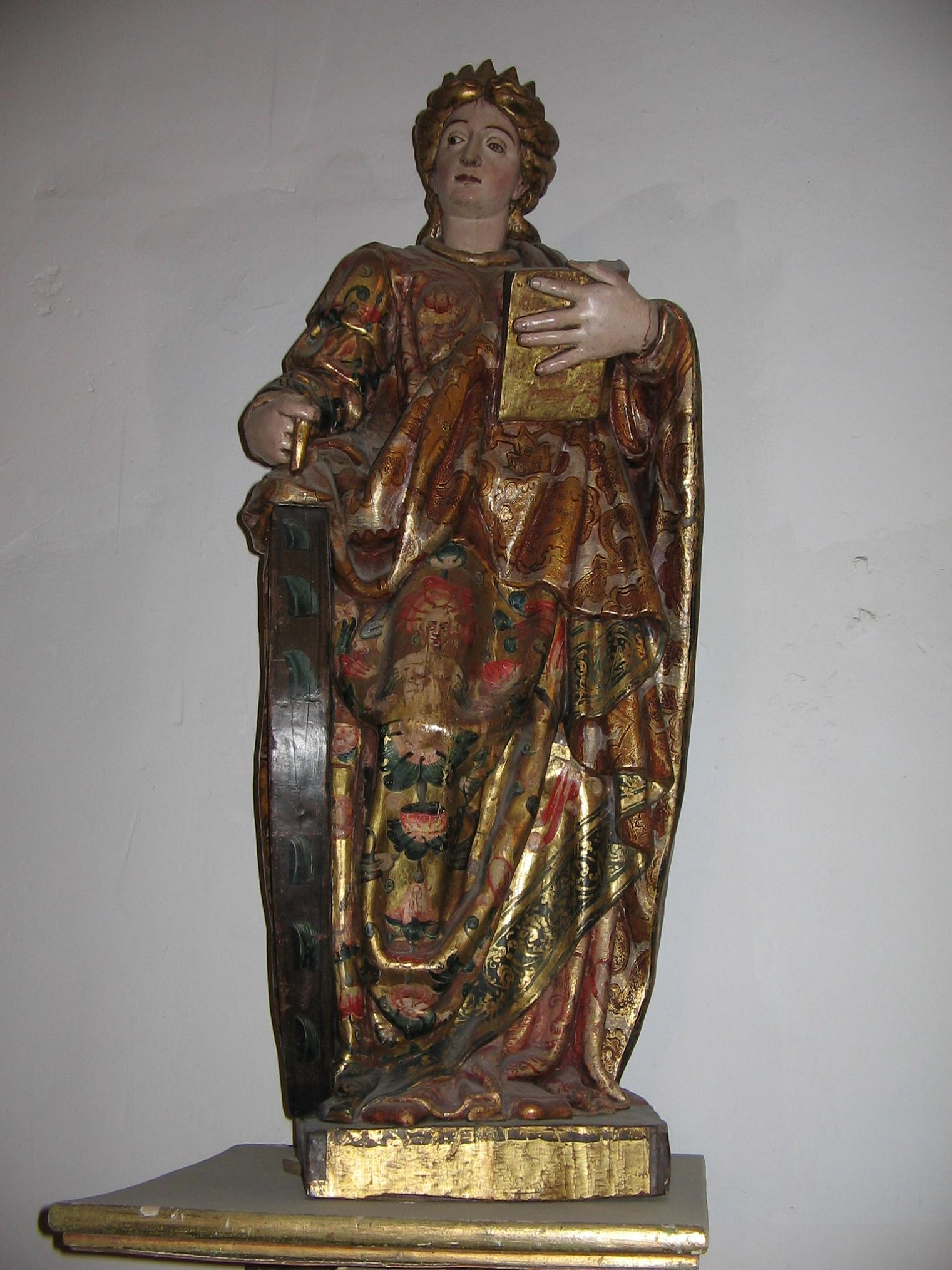
Santa Catalina
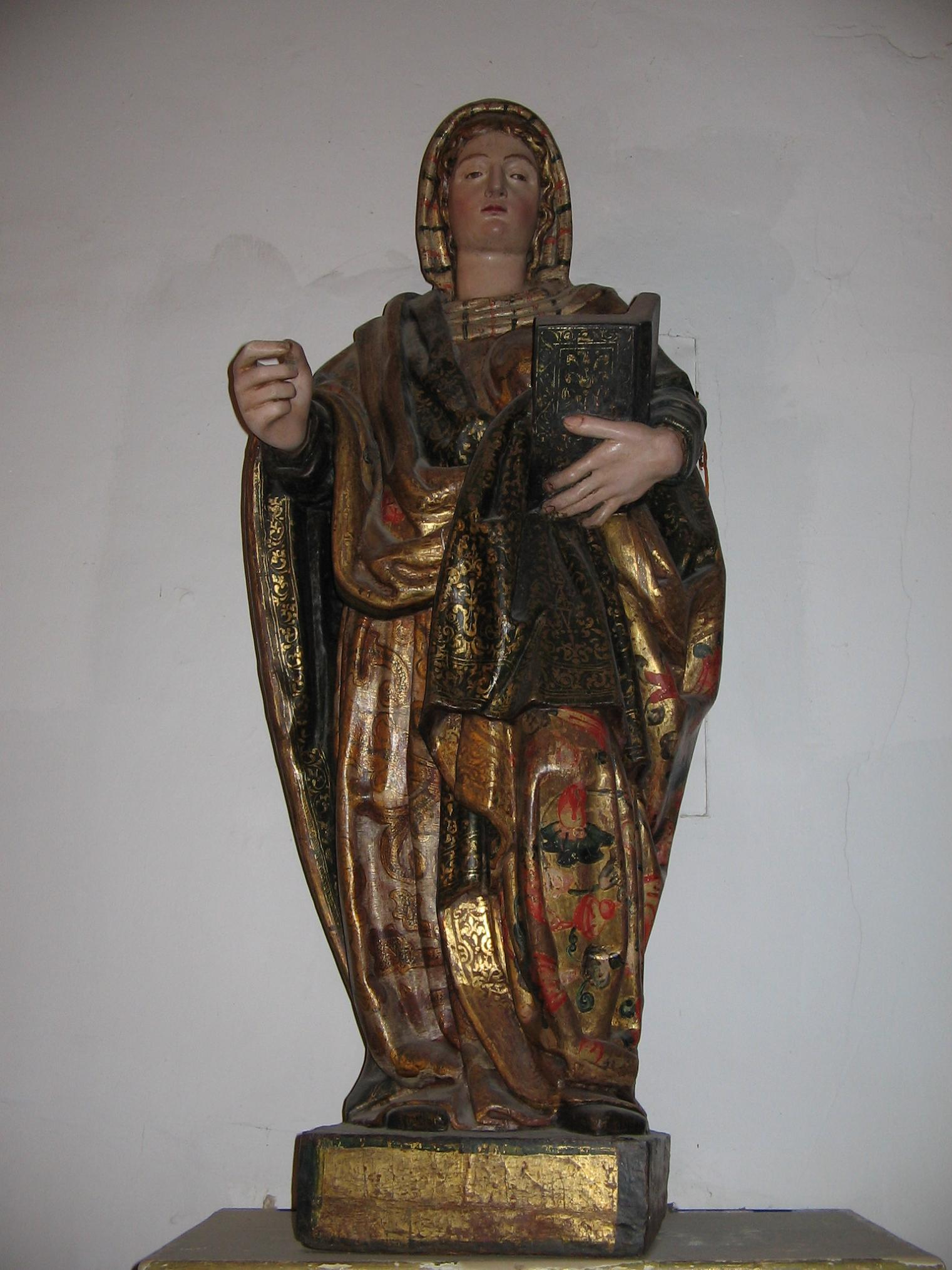
Santa Elena
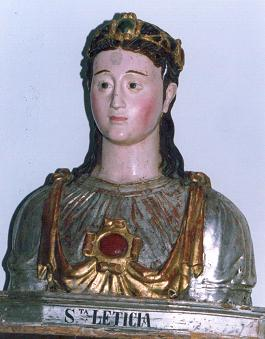
Busto de Santa Leticia
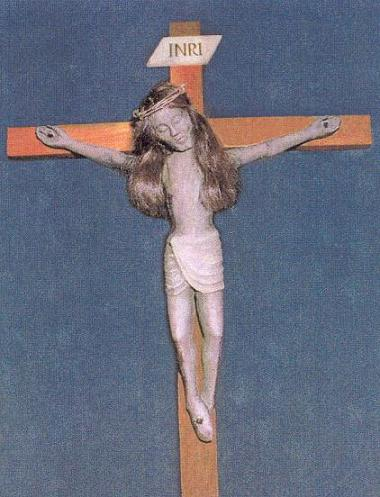
Santo Cristo de Sayetas
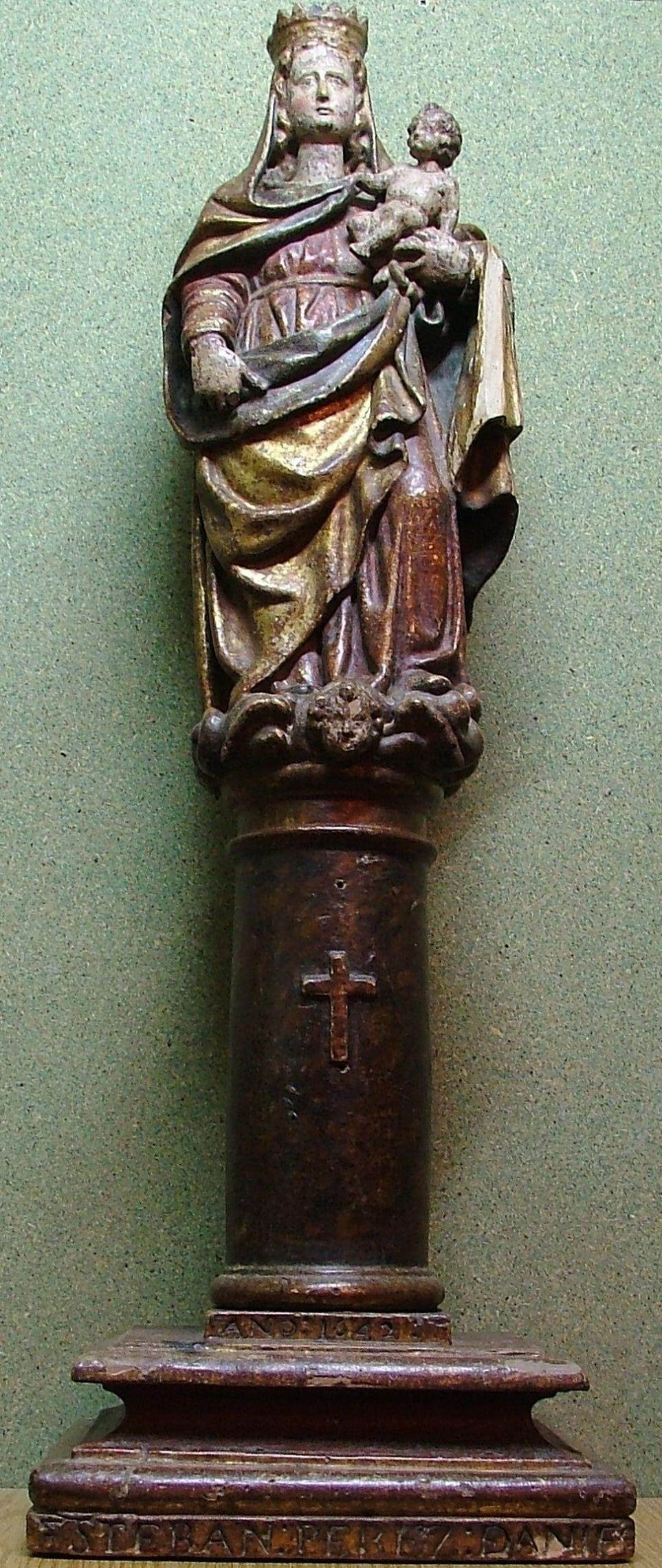
Virgen del Pilar

## Pintura
- Sagrario Mueble de madera que tiene pintados los laterales y las portezuelas, tanto por su interior como por su exterior. En los laterales, se ven representados a San Pedro y San Pablo. En las puertas, al interior, San Francisco de Asís y Santa Clara. Al exterior, Cristo vestido de hortelano tras resucitar y la Magdalena (siglo XVI).
- Inmaculada Concepción, pintura sobre lienzo (siglo XVIII).
- Dolorosa, pintura sobre tabla (siglo XVII).
- Virgen del Pópulo, pintura sobre lienzo de marcada influencia bizantina
- La Sagrada Familia (siglo XVIII), procede de Fontellas
- Ecce Homo, pintura sobre lienzo que recuerda las obras del Greco (siglo XVII).

## Piezas diversas
- Brazos relicarios Son cuatro brazos en madera dorada
- Relicario circular Marco de madera tallada, pequeño. Contiene tres huesos de cráneo con las inscripciones "S. Gavin Ob y M" "S. Pedro" "S. Juanario M"
- Virgen de Casbas Relieve muy pequeño de madera pintada

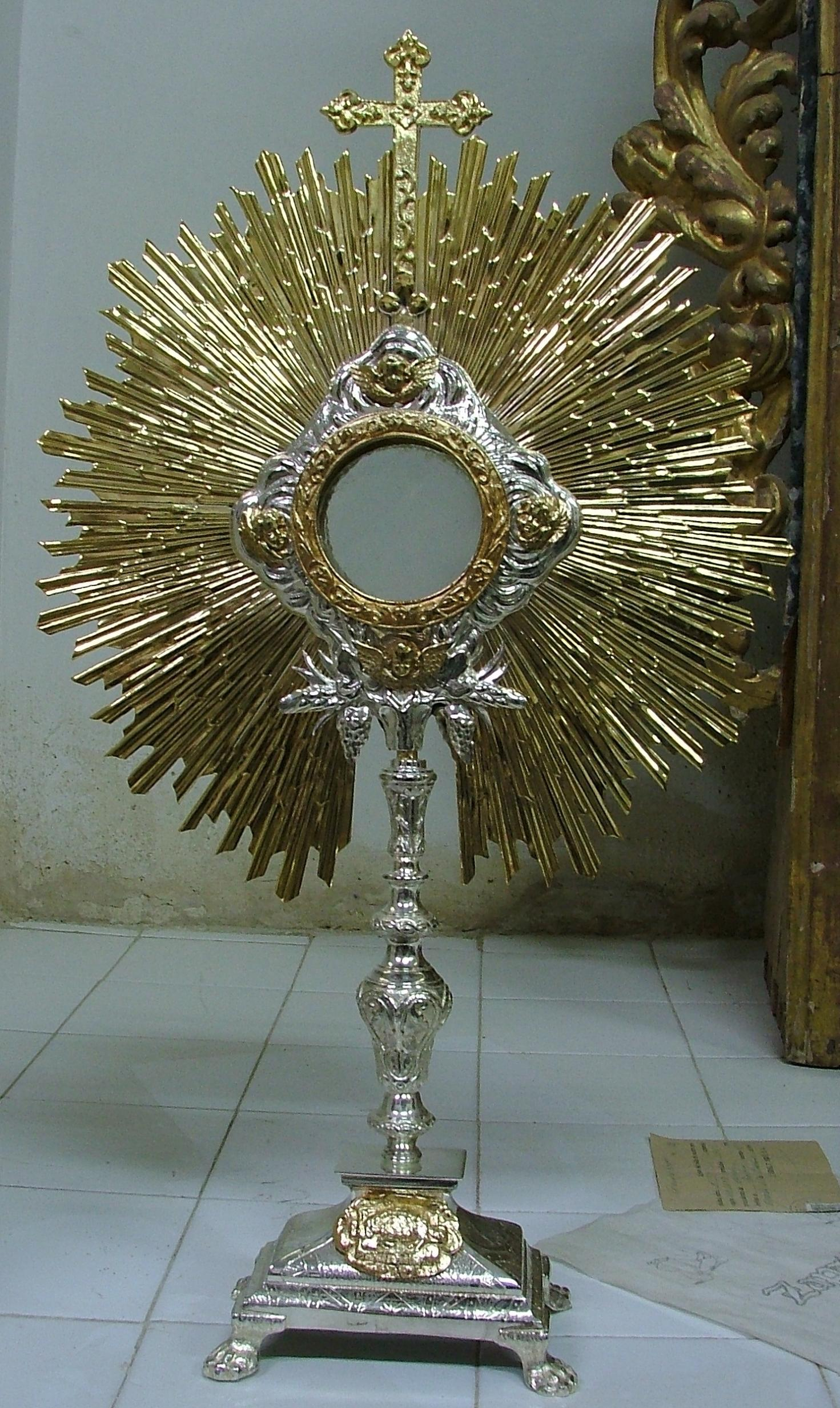
Custodia de mano
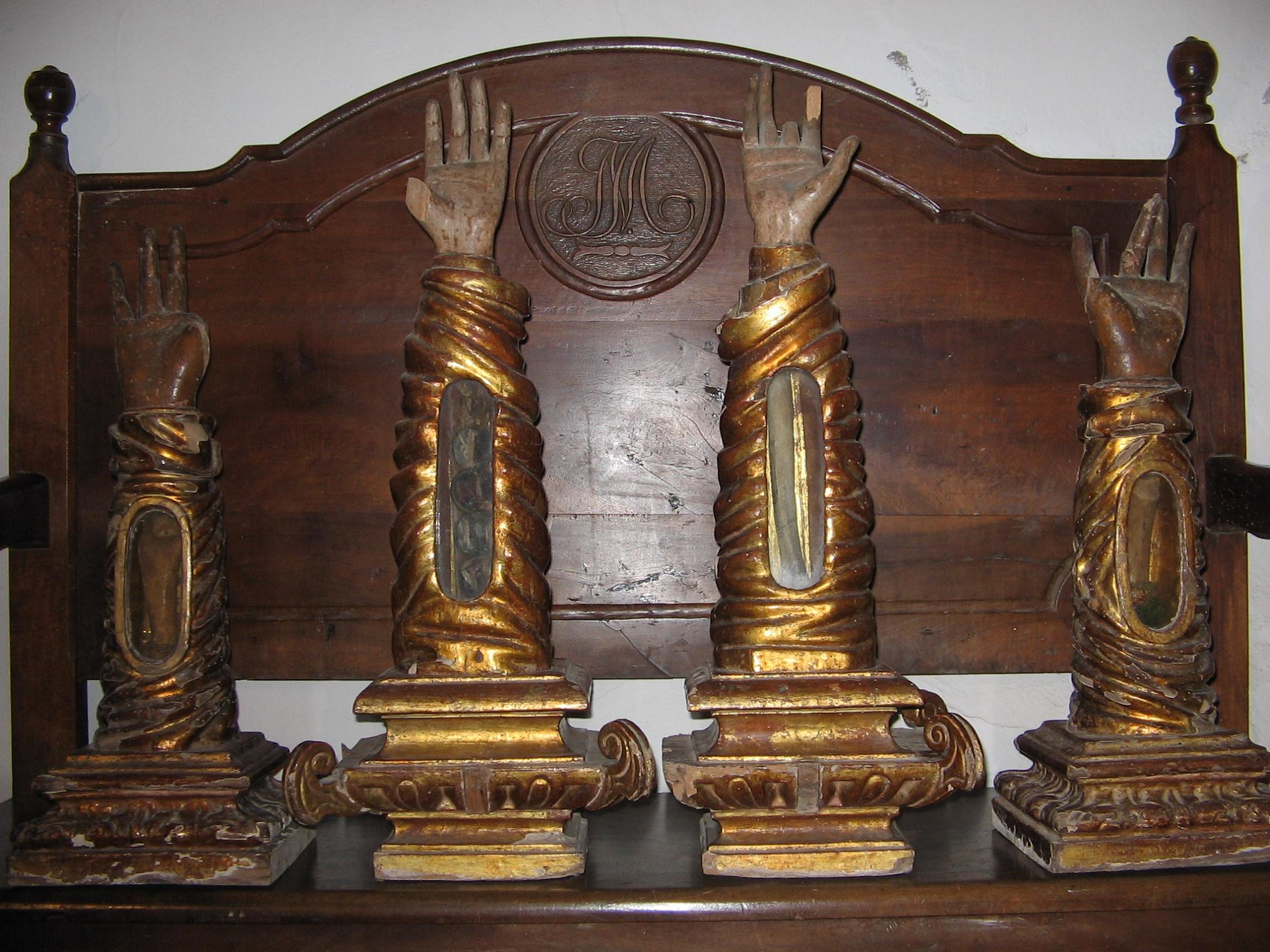
Brazos relicarios
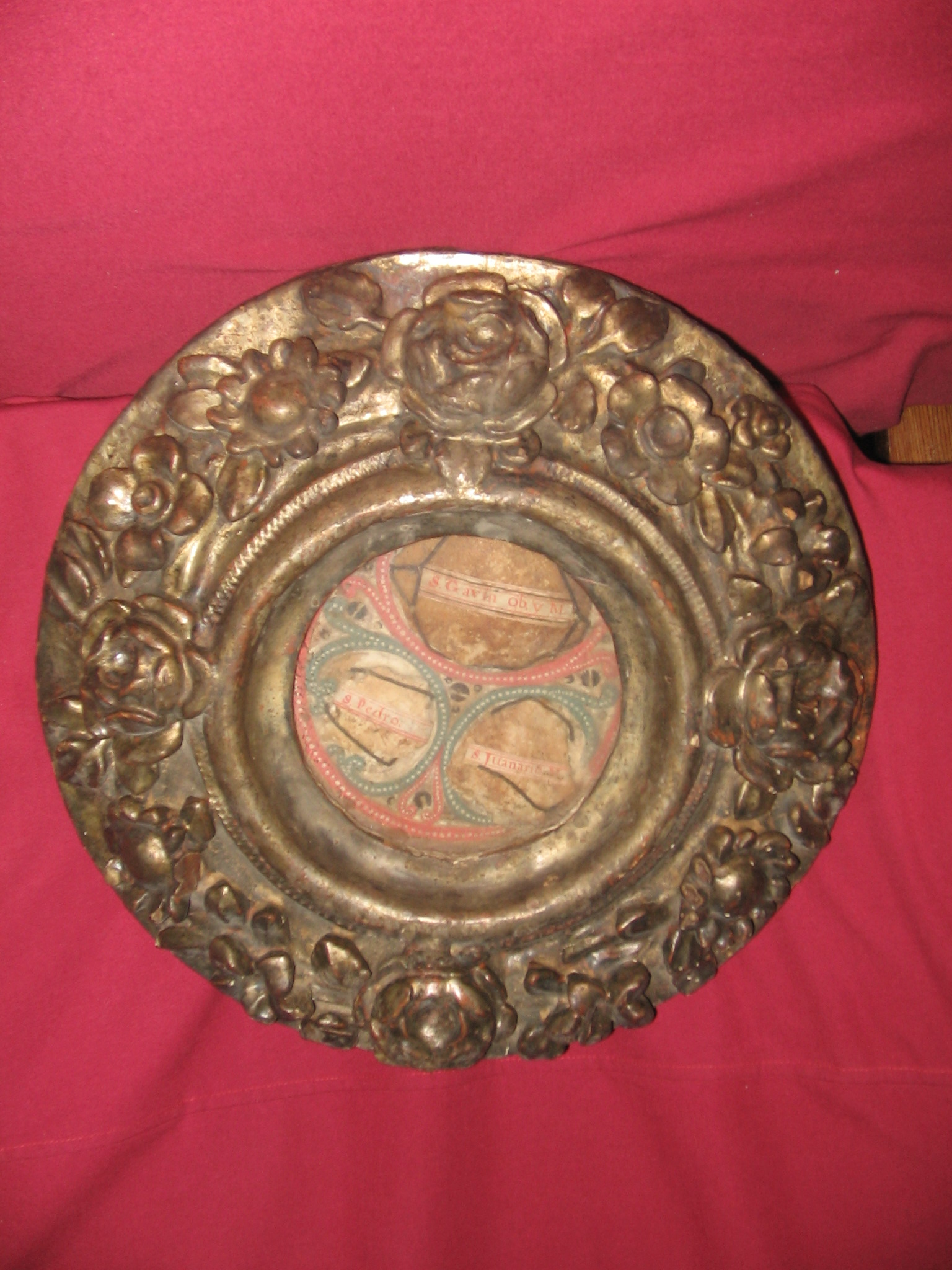
Relicario circular
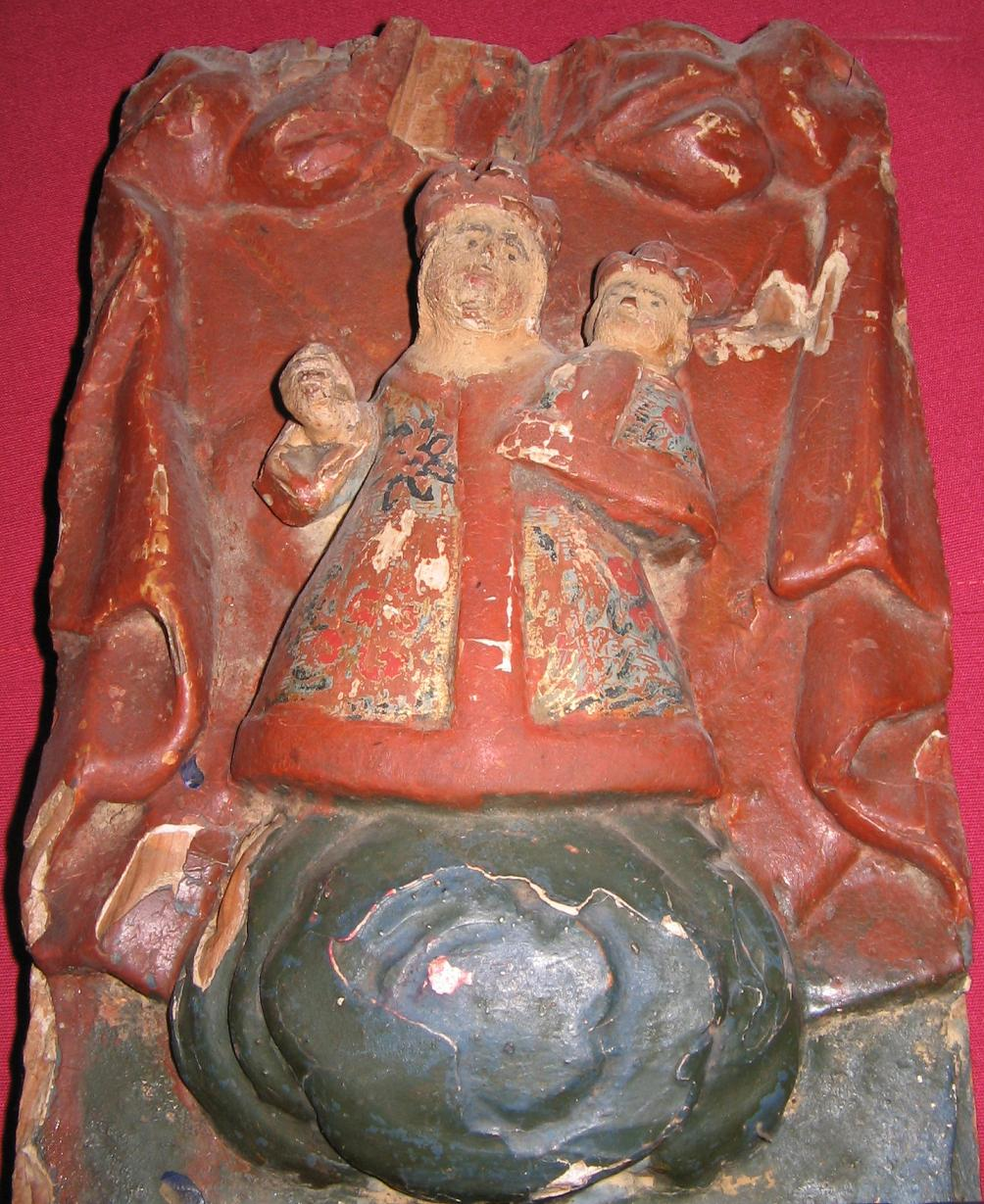
Virgen de Casbas